# برلمان كينيا
برلمان كينيا (بالإنجليزية: Parliament of Kenya)‏ هي الهيئة التشريعية في كينيا، تتكون من المجلس الأعلى Senate of Kenya ‏
الذي يضم 67 مقعداً، والمجلس الأدنى جمعية كينيا الوطنية الذي يضم 349 مقعداً.